# Navarra (1920)

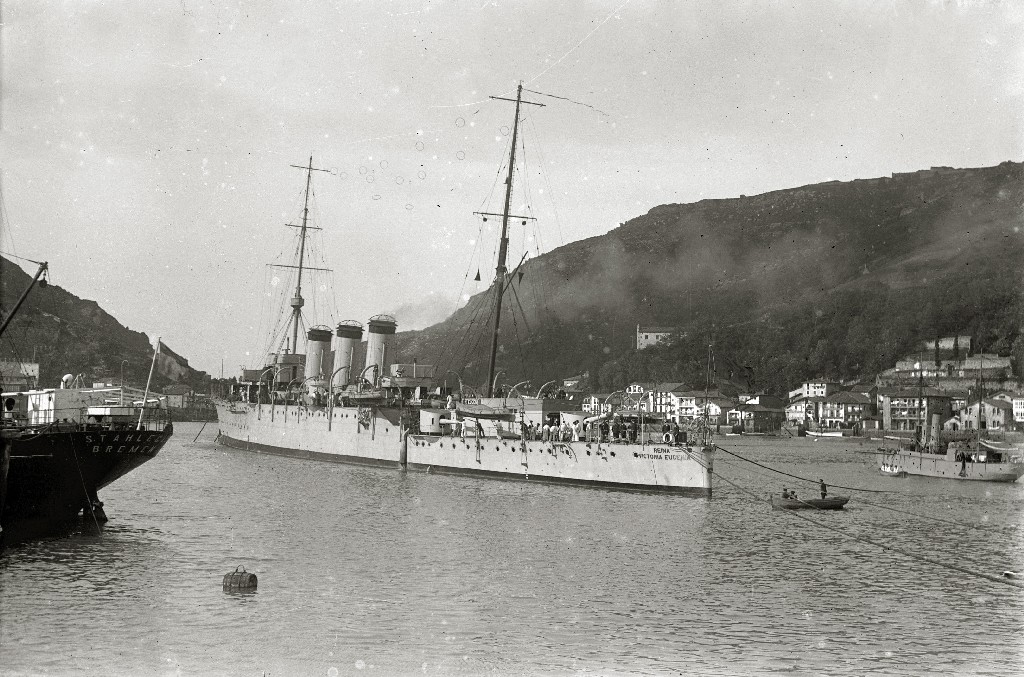
„Reina Victoria Eugenia” w 1924 roku

Navarra – hiszpański krążownik lekki okresu międzywojennego i II wojny światowej. Początkowo nosił nazwę Reina Victoria Eugenia, od 1931 w służbie Republiki Hiszpańskiej przemianowany na República. W 1937 zdobyty przez siły gen. Franco i przemianowany na „Navarra”, brał ograniczony udział w hiszpańskiej wojnie domowej, służył do 1955.

## Historia
Na początku XX wieku hiszpańska marynarka wojenna była stosunkowo słaba, po utracie wielu okrętów w wojnie amerykańsko-hiszpańskiej (zwłaszcza pod Santiago de Cuba), a plany jej rozbudowy były w większości blokowane przez Kortezy z przyczyn ekonomicznych. Dopiero 30 lipca 1914 parlament zdecydował się zezwolić na budowę nowego krążownika, nazwanego „Reina Victoria Eugenia” (Królowa Wiktoria Eugenia). Nowy okręt miał być budowany według popularnej wówczas koncepcji niewielkiego krążownika „skauta” – służącego do rozpoznania. Projekt oparto na stosunkowo nowych brytyjskich krążownikach typu Birmingham, z pewnymi zmianami, jak zmiana siłowni czterowałowej na dwuwałową oraz przekomponowanie kotłowni z czterech na sześć przedziałów, przedzielonych grodzią podłużną (główną różnicą wizualną było zmniejszenie liczby kominów z czterech do trzech szerszych).
Stępkę pod budowę okrętu położono 31 marca 1915, w stoczni SECN w Ferrol. Z uwagi na toczącą się wojnę (w której Hiszpania pozostawała neutralna), dostawy części potrzebnych elementów z Wielkiej Brytanii uległy opóźnieniu, tak więc wodowanie miało miejsce dopiero 21 kwietnia 1920. Okręt został wciągnięty na listę floty już 27 marca 1918, lecz budowę ukończono i prowadzono jego próby morskie dopiero od czerwca 1922, po czym krążownik wszedł do służby 15 stycznia 1923.

## Opis
Krążownik „Reina Victoria Eugenia” w chwili ukończenia był oparty na już przestarzałym projekcie, sprzed I wojny światowej. Opancerzenie burt było stosunkowo dobre, chroniące większość ich powierzchni nad linią wodną, aczkolwiek, wzorem brytyjskiego pierwowzoru, jego grubość skuteczna była raczej w walce z niszczycielami. Burtowy pas pancerny miał maksymalną grubość 50 mm na śródokręciu, zmniejszającą się do 44 mm w kierunku dziobu i 31 mm w kierunku rufy; ciągnął się od dziobu prawie do samej rufy, a na śródokręciu sięgał na wysokość górnego pokładu. Dodatkową ochronę dawało grube poszycie kadłuba pod pancerzem, z blach o maksymalnej grubości 25 mm (przez to, część publikacji podaje grubość pancerza 75 mm). Okręty posiadały ponadto wewnętrzny pokład pancerny grubości 38 mm.
Głównym niedostatkiem projektu była przestarzała artyleria i jej rozmieszczenie – z pojedynczymi działami w maskach pancernych, rozstawionymi po 4 na burtach i jednym w osi symetrii na pokładzie rufowym. Rzadko spotykaną już w tym okresie cechą były dwa pojedyncze działa na pokładzie dziobowym umieszczone obok siebie, przez co w kierunku dziobu mogły strzelać teoretycznie 4 działa, lecz salwę burtową stanowiło jedynie 5 dział z 9 (ustawienie było takie samo na typie Birmingham). Sam kaliber dział był typowy dla krążowników lekkich, lecz na skutek małego kąta podniesienia dział, miały one stosunkowo małą donośność, wystarczającą jedynie w latach 20. Zaletą okrętu była dobra dzielność morska.
W 1938 krążownik, już pod nazwą „Navarra”, przeszedł daleko idącą modernizację nadbudówek i uzbrojenia, po której jego uzbrojenie stanowiło 6 pojedynczych dział 152 mm, rozstawionych w osi symetrii okrętu: na dziobie i rufie po dwa działa w superpozycji (jedno za drugim w dwóch poziomach), jedno za nadbudówką dziobową i jedno na śródokręciu, za kominami (analogicznie do brytyjskich krążowników typu D). Mimo zmniejszenia liczby dział do 6, salwa burtowa zwiększyła się z 5 do 6 dział. Modernizacja ta zwiększyła potencjał bojowy okrętu, a nowe działa miały większą donośność.

## Służba

### Hiszpania królewska
Krążownik „Reina Victoria Eugenia” w 1924 wszedł w skład Sił Morskich Afryki Północnej w związku z powstaniem Rifenów w Maroku. Razem z innymi okrętami hiszpańskimi prowadził blokadę morską terenów objętych powstaniem, a 8 września 1925 wspierał ogniem desant morski w zatoce Alhucemas. Następnie jeszcze kilkakrotnie ostrzeliwał cele nabrzeżne. Okręt służył na wodach afrykańskich do 1926 roku. Służył też okazjonalnie jako jacht królewski.

### Hiszpania republikańska
6 kwietnia 1931 w związku z obaleniem monarchii, krążownik przemianowano na „República”. Mimo zużycia mechanizmów i braku funduszy na remonty, krążownik nadal pełnił służbę. Od 1933 służył jako lider flotylli niszczycieli, w której to funkcji jednak nie sprawdził się z uwagi na małą prędkość. W marcu 1935 został przeniesiony do rezerwy, stacjonując w Kadyksie. W związku z radykalizującą się sytuacją w kraju w przeddzień wojny domowej, załoga krążownika utworzyła komitet okrętowy jako alternatywne dowództwo. Na wieść o puczu generała Franco, część załogi wzięła udział w zbrojnym objęciu władzy w Kadyksie przez elementy rewolucyjne 18 lipca 1936, jednakże następnego dnia miasto zostało opanowane przez zbuntowane oddziały frankistów. Sam okręt został zajęty przez frankistów 18 lipca w bazie San Fernando pod Kadyksem. Początkowo służył jako pływające więzienie, a jego artylerię ustawiono na lądzie jako wzmocnienie obrony Ceuty i Kadyksu. Mimo że był zużyty, jednak z uwagi na niewielką liczbę posiadanych okrętów, frankiści zdecydowali przywrócić krążownik do służby.

### Hiszpania frankistowska
19 czerwca 1937 krążownik przemianowano na „Navarra”, a następnie przeholowano go do Ferrol, gdzie poddano go remontowi połączonemu z gruntowną modernizacją, całkowicie zmieniającą sylwetkę okrętu. „Navarrę” uzbrojono w 6 dział 152 mm nowszego modelu zdjętych z fortyfikacji brzegowych; dzięki większemu kątowi podniesienia 35°, miały one większą donośność – do 20.400 m. Zmniejszono z 12 do 8 liczbę kotłów, lecz były one teraz opalane wyłącznie mazutem i miały większą wydajność, w związku z czym prędkość okrętu spadła tylko o 1 węzeł. Likwidacja jednej kotłowni spowodowała zmniejszenie liczby kominów do dwóch. Przeprojektowano również nadbudówki, okręt otrzymał nowoczesną nadbudówkę dziobową w formie wieży, zbliżonej do krążowników ciężkich typu Canarias (a także wizualnie do niemieckich „pancerników kieszonkowych”). Dzięki modernizacji, załoga mogła ulec zmniejszeniu z 450 do 404.
Remont ukończono w połowie 1938 i w lipcu tego roku „Navarra” wzięła już udział w blokadzie wybrzeża republikańskiego. Po utracie krążownika ciężkiego „Baleares” w bitwie koło przylądka Palos, „Navarra” stała się trzecim pod względem wartości bojowej okrętem frankistów. W sierpniu wzięła udział w operacji przechwycenia republikańskiego niszczyciela „José Luis Díez” w okolicy Gibraltaru, zakończonej jego uszkodzeniem i internowaniem. W lutym 1939 krążownik osłaniał transport wojska, który zajął Minorkę. Służył do celów blokadowych do końca wojny domowej, nie biorąc jednak udziału bezpośrednio w starciach z nieprzyjacielem.
Po wojnie domowej, „Navarra”, będąc najstarszym z hiszpańskich krążowników, używana była jako okręt szkolny szkoły marynarki w Vigo. Jedynie po II wojnie światowej wzmocniono małokalibrowe uzbrojenie przeciwlotnicze do 23 działek 20 mm. Z uwagi na zużycie maszyn, w 1947 okręt przekształcono w hulk szkolny bez napędu. 3 grudnia 1955 został wycofany ze służby, a następnie złomowany.

## Dane techniczne
przed modernizacją
- wyporność:
  - normalna: 5590 t
  - pełna: 6450 t
- wymiary:
  - długość: 140,82 m
  - szerokość: 15,22 m
  - zanurzenie: 4,8-5,59 m
- napęd: 12 kotłów parowych Yarrow (6 opalanych węglem i 6 mazutem), 4 turbiny parowe systemu Parsons o mocy 25 500 KM (maks. na próbach 28 387 KM), 2 śruby (średnica 2,895 m)
- prędkość maksymalna: 25,5 w. (maks. na próbach 26,15 w.)
- zasięg: 4000 mil morskich przy prędkości 15 w., 5000 Mm/11 w.
- zapas paliwa: 1227 t węgla i 230 t mazutu
- załoga: 343-450 (zmienna)

 po modernizacji w 1938 
- wyporność:
  - normalna: 5680 t
  - pełna: 6500 t
- wymiary:
  - długość: 140,82 m
  - szerokość: 15,22 m
  - zanurzenie: 4,8-6,63 m
- napęd: 8 kotłów parowych Yarrow (opalanych mazutem), 4 turbiny parowe o mocy 25 500 KM, 2 śruby
- prędkość maksymalna: 25 w.
- zasięg: 4000 mil morskich przy prędkości 11 w.
- zapas paliwa: 1215 t mazutu
- załoga: 404

### Uzbrojenie i wyposażenie
- 1923-37
  - 9 pojedynczych dział 152 mm Vickers V 1921, osłoniętych maskami pancernymi.
    - Kąt podniesienia do 15°, donośność 12.000 m., masa pocisku 45,4 kg, długość lufy 50 kalibrów.

  - 4 armaty przeciwlotnicze 47 mm Vickers (pojedyncze)
  - 4 wkm plot 12,7 mm
  - 4 wyrzutni torpedowych 533 mm (2 podwójne, na burtach)
  - 1 działo 76 mm desantowe (na lawecie kołowej, do używania na brzegu)

- 1938-47
  - 6 pojedynczych dział 152 mm Vickers W 1921, osłoniętych maskami pancernymi.
    - Kąt podniesienia do 35°, donośność 20.400 m., masa pocisku 45,4 kg, długość lufy 50 kalibrów.

  - 4 armaty plot 88 mm
  - 4 automatyczne działka przeciwlotnicze 20 mm (pojedyncze, liczba zwiększana do 16, potem 23)

### Opancerzenie
- burty: 31–50 mm
- pokład pancerny: 38 mm
- wieża dowodzenia(inne języki): 150 mm
- maski dział 152 mm: 150 mm z przodu i boków, 62,5 mm od góry